# Цок-цок, молоток... (серія книг)
Серія книг «Цок-цок, молоток...» належить до жанру науково-популярної літератури для дітей
молодшого та середнього шкільного віку.

## Опис
Авторами випусків серії були Віктор Іванович Маслов, Борис Сергійович Іванов, Богомолов Є.В. та Маслаєв В.В..
У кожному випуску публікувалися інструкції з виготовлення різного роду саморобок: від паперових моделей і до електричних пристроїв та спортивних тренажерів.
Маскотом серії був безіменний персонаж у вигляді молотка з червоним руків'ям (див. Серп і молот).
Кожен випуск ілюструвався великою кількістю малюнків, інструкційних ілюстрацій, тощо. Ілюстрації для усієї серії книги створив художник і перекладач з німецької Олег Олександрович Блащук.
У першому випуску усі ілюстрації, окрім обкладинки, виконані у відтінках синього і сірого кольорів (через це маскот на ілюстраціях на сторінках книги мав сине руків'я замість червоного) — у наступних випусках усі ілюстрації друкувалися вже у повноколірному виконанні.
Усього випущено 5 випусків у період 1987—1992, з періодичністю один випуск на рік.
Останній випуск вийшов друком після Проголошення Незалежності України, із затримкою в один рік.
Кожен випуск серії видавався накладом у кілька сотень тисяч примірників Видавництвом «Веселка», а наклад останнього випуску склав 50000 примірників.
Ціна випусків варіювалася від 15 до 35 радянських копійок, а ціна останнього випуску склала 5 українських карбованців.
Об'єм одного випуску: 40..48 сторінок.
Маса одного випуску: 105 г.
Екзепляри усіх випусків доступні для читачів у Національній бібліотеці України для дітей.

## Зміст випусків
| - Гуртожиток для ластівок - Свічник для телевізора - Клумба на підвіконні - Буєр на котушках - Кругорізи - Портативний кульман - Стопери для лиж - Верстат для навивання пружин - Затінок на власний смак - Електрохімічна щітка - Велосипед-плавнохід - Дарунок молодшому братові - Покажчик-блискавка для словника - Домашня електропрядка - І оживає казка... - Інструменти для саду - Умільцю на замітку |  | - Майстерня в чемодані - Паперовий катамаран - Незвичайний теніс - Еспандер - Ходулі на велосипедних колесах - Складана підставка-тринога туриста - «Чарівна» настільна лампа - Свічник - Свисток для чайника - Радіоприймач-малятко - Для святкового столу - Годинник на стелі - Удвох на велосипеді - Коток із «вічним» двигуном - Магнітний тир - Паперофон - Блокнот - Книжка-гучномовець - Летюча космічна іграшка - Стендова модель літака - Маленькі хитрощі |  | - З паперу і картону - Кораблик - Крокуюче цуценя - Забавний флюгер - Терези - Бінокль - «Морський бій» - Прилад для підводних спостережень - Акваріум для рибалки - Годівничка - Двопроменевий електричний ліхтар - Електрогітара - Маленькі хитрощі |  | - Летючий сірник - Боксери - Магнітний театр - Вертоліт з мікроелектродвигуном - Вертоліт з гумомотором - Пантограф - Волан - Домашній спортзал - Таблиця множення - Сигналізатор клювання - Пересувна годівничка - Електричний гравер - Прес із пружини - По воді — на гумодвигуні - Електромагнітний водолаз - Маленькі хитрощі |  | - Флотилія на струмочку - Метелик - Жива рибка - Летючий змій - Арифмометер дошкільника - Запальничка для газової плити - Аерозольний пістолет - Роликові лижі - Багажник для велосипеда - Водний велосипед - Касетниця - Незвичайні електромузичні інструменти - Гра «Рівновага» - Маленькі хитрощі |

## Дивітся також
- Юний технік України (журнал)